# Азотвмісні сполуки нафти
Азотвмісні сполуки нафти (рос. азотсодержащие соединения нефти; англ. nitrogen-bearing oil compounds, нім. stickstoffhaltige Erdölverbindungen f pl) — сполуки насичені ациклічні CnH2nN, гетероциклічні (піридини і хініміни) CnH2n-рN (р = 5, 11) і циклоалкано-аренові CnH2n-рN (р =7, 11, 13, 17). 
У нафтах виявлено такі важливі азотовмісні сполуки: 
- 1) основи-піридини, піперидини, хіноліни, ізохіноліни, бензохіноліни, акридини, ароматичні аміни, аніліни;
- 2) нейтральні сполуки — ароматичні аміди, нітрили, піроли, інколи (бензпіроли), карбазоли, порфірини.

Вміст азоту в нафтах змінюється від 0,02 до 0,56% (мас.).